# Cryptocarya amygdalina
Cryptocarya amygdalina är en lagerväxtart som beskrevs av Christian Gottfried Daniel Nees von Esenbeck. Cryptocarya amygdalina ingår i släktet Cryptocarya och familjen lagerväxter. Inga underarter finns listade i Catalogue of Life.